# Reiichi Ikegami
Reiichi Ikegami (池上 礼一 Ikegami Reiichi?), född 12 juli 1983 i Chiba prefektur, är en japansk före detta fotbollsspelare.
Ikegami började sin karriär 2006 i FC Tokyo. Efter FC Tokyo spelade han för Thespa Kusatsu, FC Kariya och FC Gifu. Han avslutade karriären 2011.